# Entscheidung am Fluß
Entscheidung am Fluß (Originaltitel: Roseanna McCoy) ist ein US-amerikanisches Filmdrama aus dem Jahr 1949, das von Samuel Goldwyn Productions produziert wurde. Die Hauptrollen sind mit Farley Granger, Joan Evans und Charles Bickford besetzt. Regie führte Irving Reis. Der Film basiert lose auf der von 1878 bis 1891 stattgefundenen Hatfield-McCoy-Fehde.

## Handlung
Die Familien McCoy und Hatfield sind seit Jahren miteinander verfeindet. Während des Blumenpflückens für ein Gartenfest wird die Hauptakteurin Roseanna McCoy von einer Hornisse gestochen. Sie trifft auf den jungen Johnse Hatfield, der sie versorgt. Als sie von seiner Herkunft erfährt wird sie wütend und konfrontiert ihn mit einem Angriff seines Clans auf ihre Mutter vor vielen Jahren, wobei diese angeschossen und schwer verletzt worden war. Johnse entgegnet, dass der für den Angriff verantwortliche Mounts Hatfield geisteskrank und deshalb nicht zurechnungsfähig gewesen sei. Doch Roseanna möchte davon nichts wissen.
Dennoch sucht Johnse Roseanna am Abend erneut auf und küsst sie schließlich. Unbemerkt von beiden werden sie von Roseannas kleinem Bruder Randall beobachtet. Die junge Frau ist von Johnses Art fasziniert und lehnt sogar eine bereits von ihrer Familie geplante Hochzeit mit dem Ladenbesitzer Thad Wilkins ab. Stattdessen geht sie heimlich mit Johnse zu dessen Eltern Devil Anse und Levisa, wo er sie als seine zukünftige Braut vorstellt.
Devil Anse sieht in der Beziehung einen Grund zur Erneuerung der Fehde zwischen den Familien und bereitet sich mit seinen Söhnen Ellison und Cap auf einen Kampf vor. Während Johnse nach einem Priester für die Hochzeitszeremonie sucht verbündet sich Roseanna mit Levisa Hatfield. Als Cap bei einem Unfall verletzt wird trifft auch der psychotische Mounts im Haus der Hatfiels ein. Er belästigt Roseanna, die jedoch von Devil Anse beschützt wird.
Während sie Wasser holen geht begegnet Roseanna ihrem kleinen Bruder Randall, der sie bittet wieder nach Hause zu kommen. Sie stimmt zu und verabschiedet sich von Johnse mit der Bitte, am nächsten Tag zu ihrem Vater Randolph zu fahren und mit ihm zu reden. Johnse hält sein Versprechen und fährt am nächsten Morgen zur Farm der McCoys, macht jedoch vorher einen Stop beim Laden von Thad Wilkins. Dort trifft er auf die McCoy-Brüder Tolbert, Phamer und Randall. Als auch noch Mounts den Laden betritt bricht ein Streit aus, der in einer Schießerei endet.
Tolbert wird verwundet und von Thad zum Haus der McCoys gebracht, die nun auf die Ankunft von Johnse warten. Als dieser eintrifft berichtet er, dass auch Randall verletzt sei und von den Hatfields im Laden festgesetzt werde. Gemeinsam können sie den Verletzten aus dem Laden befreien, doch der Krieg zwischen den Familien eskaliert erneut. Johnse und Roseanna beschließen daraufhin zusammen zu flüchten, werden jedoch von Mounts entdeckt, der sie erschießen will. Johnse reagiert allerdings schneller und verwundet Mounts. Als beide ein Pferd besteigen und den Ort verlassen wollen eröffnet Mounts erneut das Feuer, wird jedoch von Devil Anse getötet. Dieser Vorfall führt zu einer Waffenruhe zwischen den Familien. Johnse und Roseanna verlassen den Ort, um woanders ihr Glück zu finden.

## Produktion
Produzent Samuel Goldwyn plante für die Rolle der Roseanna McCoy zuerst Cathy O’Donnell, entschied sich dann jedoch für die weitaus jüngere Joan Evans. Evans war zum Zeitpunkt des Filmdrehs erst vierzehn Jahre alt, es war ihre erste Filmrolle.
Gedreht wurde der Film in den Sierra Madre Mountains. Obwohl das Drehbuch von John Collier stammte wurde während des Drehs Philip Yordan zur Verbesserung der Dialoge hinzugezogen. Dies war nicht die einzige Unregelmäßigkeit während der Produktion: Frank Loesser hatte ein Lied namens More I Cannot Wish You geschrieben, das ursprünglich Farley Granger im Film für Joan Evans singen sollte. Goldwyn fand das Lied jedoch schrecklich und ließ die Szene aus dem Script streichen. Loesser verwendete die Melodie später in dem Musical Guys and Dolls. Zudem machten starke Regenfälle einen Außendreh unmöglich. Die Darsteller mussten eine zweiwöchige Pause einlegen, ehe sie in die Sierra Madre Mountains zurückkehren konnten. Nachdem es weitere Schwierigkeiten beim Dreh gab, übernahm Nicholas Ray einen Teil der Regie, wurde jedoch nicht im Abspann genannt.

## Kritiken
Die The New York Times vom 13. Oktober 1949 lobte die schauspielerische Leistung von Farley Granger und Aline MacMahon, kritisierte jedoch die Darstellung des Mounts von Richard Basehart. Der Film selbst wurde insoweit kritisiert, dass er seinen Schwerpunkt auf die Schießereien und Actionszenen anstelle der Liebesbeziehung zwischen Roseanna und Johnse lege.

„Klassischer Western mit romantischen Zügen; ausgezeichnet in der Darstellung und redlich bemüht darzustellen, wie Liebe über den Haß unter den Menschen siegt.“